# Selecționata de fotbal a Cataloniei
Selecționata de fotbal a Cataloniei, cunoscută și ca Selecció Catalana, Selecció de Barcelona și Catalan XI reprezintă provincia autonomă Catalonia în competițiile fotbalistice. Nu este afiliată la FIFA sau UEFA. Are în lot jucători din Catalonia, în special din Barcelona de la echipele Espanyol Barcelona și FC Barcelona. De la înființare (1904) echipa a jucat aproape 200 de meciuri împotriva echipelor naționale, regionale sau de club. Printre rezultatele notabile pot fi amintite victoria cu 4-2 în fața naționalei Argentinei din 2009.

## Lot
Următorii jucători au fost convocați pentru meciul cu Honduras câștigat cu 4-0 în 2010.
| Nume                | Data nașterii (vârstă)         | Club              | Meciuri (Goluri) | Meciul de debut                    |         |
| Portari             | Portari                        | Portari           | Portari          | Portari                            | Portari |
| ------------------- | ------------------------------ | ----------------- | ---------------- | ---------------------------------- | ------- |
| Kiko Casilla        | 2 octombrie 1986 (38 de ani)   | Cartagena         | 1 (0)            | v Honduras, 28 decembrie 2010      |         |
| Víctor Valdés       | 14 ianuarie 1982 (43 de ani)   | Manchester United | 11 (0)           | v Chile, 28 decembrie 2001         |         |
| Fundași             |                                |                   |                  |                                    |         |
| Damià Abella        | 15 aprilie 1982 (43 de ani)    | Osasuna           | 4 (0)            | v Argentina, 30 decembrie 2004     |         |
| Marc Bartra         | 15 ianuarie 1991 (34 de ani)   | Barcelona B       | 1 (0)            | v Honduras, 28 decembrie 2010      |         |
| Alberto de la Bella | 2 decembrie 1985 (39 de ani)   | Real Sociedad     | 1 (0)            | v Honduras, 28 decembrie 2010      |         |
| Andreu Fontàs       | 14 noiembrie 1989 (35 de ani)  | Barcelona B       | 1 (0)            | v Honduras, 28 decembrie 2010      |         |
| David García        | 16 ianuarie 1981 (44 de ani)   | Espanyol          | 7 (0)            | v Argentina, 30 decembrie 2004     |         |
| Carles Puyol        | 13 aprilie 1978 (47 de ani)    | Barcelona         | 5 (0)            | v Chile, 28 decembrie 2001         |         |
| Víctor Ruiz         | 25 ianuarie 1989 (36 de ani)   | Espanyol          | 1 (0)            | v Honduras, 28 decembrie 2010      |         |
| Mijlocași           |                                |                   |                  |                                    |         |
| Sergio Busquets     | 16 iulie 1988 (36 de ani)      | ][Inter Miami]    | 3 (0)            | v Columbia, 28 decembrie 2008      |         |
| Sergio González     | 10 noiembrie 1976 (48 de ani)  | Levante           | 14 (1)           | v Iugoslavia, 23 decembrie 1999    |         |
| Javi Márquez        | 11 mai 1986 (39 de ani)        | Espanyol          | 1 (0)            | v Honduras, 28 decembrie 2010      |         |
| Joan Verdú          | 5 mai 1983 (42 de ani)         | Espanyol          | 7 (2)            | v Costa Rica, 24 May 2006          |         |
| Óscar Serrano       | 30 septembrie 1981 (43 de ani) | Racing Santander  | 7 (0)            | v Argentina, 29 decembrie 2004     |         |
| Atacanți            |                                |                   |                  |                                    |         |
| Ferran Corominas    | 5 ianuarie 1983 (42 de ani)    | Espanyol          | 7 (1)            | v Ecuador, 28 decembrie 2003       |         |
| Sergio García       | 9 iunie 1983 (41 de ani)       | Espanyol          | 8 (5)            | v Ecuador, 28 decembrie 2003       |         |
| Rafa Jordà          | 11 ianuarie 1984 (41 de ani)   | Levante           | 1 (0)            | v Honduras, 28 decembrie 2010      |         |
| Bojan Krkić         | 28 august 1990 (34 de ani)     | Barcelona         | 4 (5)            | v Țara Bascilor, 29 decembrie 2007 |         |
| Álvaro Vázquez      | 27 aprilie 1991 (34 de ani)    | Espanyol          | 1 (0)            | v Honduras, 28 decembrie 2010      |         |

## Jucători notabili

### Din Catalonia
| - Albert Celades - Albert Ferrer - Albert Luque - Antoni Ramallets - Bojan Krkić - Carles Puyol - Carles Rexach - Cenz Cataldo - Cesc Fàbregas - Domènec Balmanya - Estanislao Basora - Fernando Navarro - Gabri García - Gerard Piqué | - Gerard López Segú - Oleguer Presas - Joan Segarra - Josep Escolà - Josep Guardiola - Josep Samitier - Luis García - Marià Gonzalvo - Raúl Tamudo - Ricardo Zamora - Sergi Barjuán - Sergio Busquets - Sergio García - Víctor Valdés - Xavi |

### Jucători invitați
Pentru că Catalonia nu este membră UEFA sau FIFA, regulile de eligibilitate privind locul nașterii nu se aplică. Mai mulți jucători care nu s-au născut în regiunea Catalonia au fost invitați la selecționată. Cu excepția lui Di Stéfano, majoritatea jucau pentru FC Barcelona.
| - Alejandro Morera - Alfredo Di Stéfano - Andrés Iniesta - César Rodríguez - Sagibarba - Enrique Fernández - Evaristo de Macedo - Francisco Bru - Hristo Stoicikov | - Jesús María Pereda - Joan Josep Nogués - Johan Cruyff - Johan Neeskens - Jordi Cruyff - José Manuel Reina - Juan Velasco - László Kubala - Luis Suárez - Paulino Alcántara |